# Thomas Schlesser

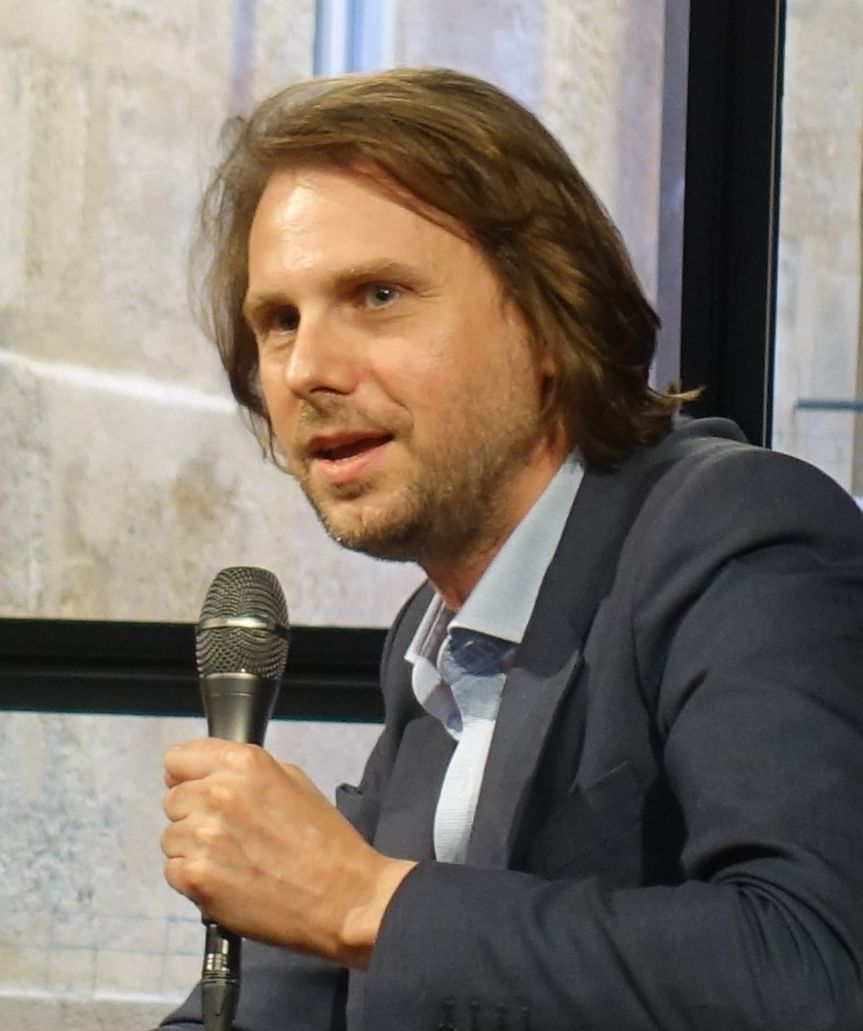
Thomas Schlesser im Oktober 2019

Thomas Schlesser (geboren 8. Dezember 1977 in Paris) ist ein französischer Kunsthistoriker, Schriftsteller und Direktor der Fondation Hans Hartung et Anna-Eva Bergman. Er ist außerdem seit 2014 Professor an der École polytechnique. Zuvor war er als Journalist für das Beaux Arts magazine und Radio Nova tätig. Sein zweiter Roman, Les Yeux de Mona (2024), erregte internationales Aufsehen.

## Biographie
Thomas Schlesser promovierte 2006 in Geschichte und Zivilisationen an der École des hautes études en sciences sociales über den realistischen Künstler Gustave Courbet. Seine Doktorarbeit wurde unter dem Titel Réceptions de Courbet, fantasmes réalistes et paradoxes de la démocratie (Les Presses du réel, 2007) veröffentlicht. Thomas Schlesser widmet sich speziell den Verbindungen zwischen «dem ästhetischen und politischen Feld». Er hat insbesondere Studien über Karikaturen, Zensur und, im Rahmen eines Stipendiums des Centre d’Histoire de Sciences-Po, über den Werdegang des Lyoner Künstlers Paul Chenavard (Paul Chenavard, Monuments de l’échec, Presses du réel, 2009) veröffentlicht, der «symptomatisch für den Abgrund ist, der sich zwischen den historischen Ansprüchen, die den modernen Mythos des Künstlers ergeben, und seiner nicht oder fast nicht vorhandenen Wirksamkeit auftut». Er arbeitete auch am Institut national d'histoire de l'art als Studien- und Forschungsbeauftragter (2002–2006) und später als Pensionär (2010) im Programm Le pragmatisme de l’art : les formes changent-elles les sociétés ?.
Seit 2014 leitet Thomas Schlesser die Fondation Hans Hartung et Anna-Eva Bergman in Antibes als Nachfolger von François Hers.
Er ist Autor mehrerer Essays und wurde im November 2017 für sein Buch L'Univers sans l'homme (2016) mit dem Prix Bernier der Académie des Beaux-Arts ausgezeichnet. Das Werk, das vom spekulativen Realismus des Quentin Meillassoux inspiriert ist, untersucht die Werke von Künstlern, die seit dem 18. Jahrhundert «das Gefühl der Zentralität der gesamten Menschheit brechen».
2019 veröffentlichte Thomas Schlesser Faire rêver – de l’art des Lumières au cauchemar publicitaire und schlug das von Jean Starobinski inspirierte Koncept der «onirogénéité» vor, um in der Kunst «das zu bezeichnen, was Träume, Träumereien, Träume und Visionen hervorbringt oder dazu neigt, sie hervorzubringen».
Thomas Schlesser hat die erste Biographie der franco-norwegischen Künstlerin Anna-Eva Bergman veröffentlicht (Anna-Eva Bergman – vies lumineuses, Gallimard 2022), 2023 ins Englische übersetzt (Luminous lives – a biography of Anna-Eva Bergman, Eris Press), die insbesondere die körperliche Dimension der Künstlerin betont, und schrieb: «Eine Biografie ist eine Transsubstantiation von Fleisch in Papier. Ich wollte jedoch, dass die Biografie von Anna-Eva Bergman tatsächlich die Geschichte eines Körpers ist, der die Geschichte durchläuft.».
Thomas Schlesser ist ein Enkel des Sängers und Kabarettisten André Schlesser und Sohn des Schriftstellers Gilles Schlesser und der Françoise Schlesser.

## Performances
Thomas Schlesser wirkte bei mehreren Performances mit: 2011 nahm er im Générateur in Gentilly an Alberto Sorbellis Werk L’Esthétique de la folie teil;  während der Nuit blanche 2012 mit Le Saviez-vous ?, wobei es darum ging «sein gesamtes Wissen bis zur Erschöpfung abzugeben» und 2016 bei In Memoriam : 10 ans/10 heures, dessen Plan darin bestand «zehn Stunden lang ohne Unterbrechung die letzten zehn Jahre seines Lebens in chronologischer Reihenfolge mündlich wiederzugeben», ohne Wiederholungen und ohne «irgendwelche Notizen oder Dokumente vor Augen zu haben».

## Les Yeux de Mona/Monas Augen
Der von Albin Michel am 31. Januar 2024 publizierte Roman Les Yeux de Mona ist der zweite Roman von Thomas Schlesser. Er erzählt die Geschichte eines kleinen, von Blindheit bedrohten Mädchens, das von seinem Großvater ein Jahr lang in die Pariser Museen (in der Reihenfolge: Le Louvre, Orsay, Beaubourg) geführt wird, damit sie deren Meisterwerke von Sandro Botticelli bis Pierre Soulages in sich aufnimmt und ihre Schönheit im Gedächtnis behält. Jedes Werk ist eine «Einführung in das Leben durch die Kunst» und Vorwand für eine Lektion, von der sich das Kind dann im Laufe des Handlungsrahmens inspirieren lässt.
Das Buch wird von der Presse international positiv aufgenommen. Le Monde spricht von einem «virtuosen Roman», Le Parisien von einer «Ode an die Schönheit und einer wunderbaren Lektion über Menschlichkeit», Le Point von einer «fabelartigen philosophischen und ästhetischen Erzählung», La Croix von einem «universellen Märchen», aber in L’œil wird dem Buch auch vorgeworfen, es sei eine «Erzählung, die schließlich ermüdet» oder sogar ein Plädoyer für Euthanasie. Oft wird der Roman auch mit Sophies Welt von Jostein Gaarder verglichen; die beiden Autoren trafen sich, um über diesen Vergleich zu sprechen, bei La Stampa. Das Buch wird immer wieder als «Phänomen» bezeichnet und ist weltweit ein großer Erfolg. Innerhalb von drei Monaten nach der Veröffentlichung in Frankreich wurden bereits mehr als 160,000 Exemplare verkauft und es wurde in 37 Sprachen übersetzt. Das Buch wurde auch in Brailleschrift herausgegeben, da der Autor nach eigenen Angaben «von Anfang bis Ende daran gearbeitet hat, dass dieser Roman für Blinde und Sehbehinderte geeignet ist» und er die Schönen Künste für Sehbehinderte zugänglicher machen wollte.

## Pantheonisierung von Courbet
Seit 2013 setzt sich Thomas Schlesser gemeinsam mit dem Psychiater Yves Sarfati für eine Pantheonisierung von Gustave Courbet ein. Sie sind Mitverfasser eines Aufrufs im Journal Le Monde der in der Ausstellung «L’ennemi de mon ennemi» von Neïl Beloufa (Palais de Tokyo, 2018), aufgegriffen, abgeändert und beim Bankett zum zweihundertsten Geburtstag des Künstlers am 10. Juni 2019 im Musée d'Orsay deklamiert und zur Aufmerksamkeit von Emmanuel Macron gebracht wurde.

## Kuratierung von Ausstellungen
- The New School of Paris through its pioneering women (1945-1964), Galerie Perrotin, New York 2024
- Cosmic Trip, Hartung & Bergman entre rêve et sciences, Fondation Hartung-Bergman, Antibes 2023
- L’Univers sans l’Homme – les arts en quête d’autres mondes, Musée d’art et d’archéologie,  Valence 2023
- Rothko-Hartung – une amitié multiforme, Galerie Perrotin, Paris 2021
- Sensations de nature, Musée Courbet, Ornans 2015

## Veröffentlichungen

### Romane
- La Vierge maculée, Point de mire, Paris 2003, ISBN 978-2-914090-11-7
- Les Yeux de Mona, Albin Michel, Paris 2024, ISBN 978-2-226-48716-2 (Monas Augen, Piper, München 2024, ISBN 978-3-492-07296-0)

### Essays
- Réceptions de Courbet, fantasmes réalistes et paradoxes de la démocratie (1848-1871), Les Presses du réel, Dijon 2007, ISBN 978-2-84066-204-4[28]
- Paul Chenavard, monuments de l’échec (1807-1895), Les Presses du réel, Dijon 2009, ISBN 978-2-84066-294-5[29]
- L’art face à la censure - Six siècles d'interdits et de résistances, Beaux Arts éditions, Paris 2011, sowie Paris 2018, ISBN 979-10-204-0469-5
- L'Univers sans l'Homme - Les arts contre l'anthropocentrisme (1755-2016), Éditions Hazan, Paris 2016, ISBN 978-2-7541-0965-9
- Faire rêver – de l’art des Lumières au cauchemar publicitaire, Gallimard, Paris 2019,  ISBN 978-2-07-279944-0
- Anna-Eva Bergman - Vies lumineuses, Gallimard, Paris 2022, ISBN 978-2-07-279944-0

### Populärwissenschaftliche Werke
- Le Journal de Courbet, Hazan, Paris 2007, ISBN 978-2-7541-0024-3
- Courbet, un peintre à contre-temps, Scala, Paris 2007, ISBN 978-2-86656-405-6
- Une histoire indiscrète du Nu féminin - volume 2, Beaux Arts éditions, Paris 2010, ISBN 978-2-84278-738-7
- Cent Énigmes de la peinture – la Beauté, Hazan, Paris 2010, ISBN 978-2-7541-0481-4; Neuausgabe 2018, ISBN 978-2-7541-1495-0

### Bücher in Zusammenarbeit
- 1 Franc, - Ou l'étonnante destinée de six grammes de nickel, de 1960 à 2002 (mit Gilles Schlesser), l’Harmattan, Paris 2002, ISBN 978-2-7475-1837-6
- Henry de Groux 1866-1930 – Journal (mit Pierre Pinchon, Anne-Élisabeth Lambert, Rodolphe Rapetti), Kimé, Paris 2007, ISBN 978-2-84174-417-6
- Courbet face à la caricature, le chahut par l’image (mit Bertrand Tillier), Kimé, Paris 2007, ISBN 978-2-84174-431-2
- L’Autoportrait dans l’histoire de l’art (mit Stéphane Guégan, Henri Soldani und Laurence Madeline), Beaux Arts éditions, Paris 2009, ISBN 978-2-84278-689-2
- Le Roman vrai de l’impressionnisme – 30 journées qui ont changé l'art (mit Bertrand Tillier), Beaux Arts éditions, Paris 2010, ISBN 978-2-84278-739-4

### Drehbücher von Dokumentarfilmen
- Hans Hartung, la fureur de peindre (Regie Romain Goupil), 52 min, Arte, les Poissons volants, 2019
- Rothko-Hartung, couleurs et cataclysmes (Regie Stanislas Valroff), 52 min, MuseumTV, BelAir Media, 2022
- La Nouvelle école de Paris, splendeurs et misères d’une avant-garde oubliée (Regie Stanislas Valroff), Le Quai, 52 min, 2024

## Auszeichnungen
- 2004: Prix du Premier Roman des Salon de Draveil für La Vierge maculée
- 2017: Prix Bernier der Académie des Beaux-Arts für L’Univers sans l’homme
- 2022: Chevalier des Arts et des Lettres